# Turija (Bihać)
Pour les articles homonymes, voir Turija.
Turija (en cyrillique : Турија) est un village de Bosnie-Herzégovine. Il est situé sur le territoire de la Ville de Bihać, dans le canton d'Una-Sana et dans la fédération de Bosnie-et-Herzégovine. Selon les premiers résultats du recensement bosnien de 2013, il compte 1 278 habitants.

## Démographie

### Évolution historique de la population
| 1948 | 1953 | 1961  | 1971  | 1981  | 1991  | 2013  |
| ---- | ---- | ----- | ----- | ----- | ----- | ----- |
| -    | -    | 1 112 | 1 430 | 1 962 | 1 457 | 1 278 |

|  |